# Vagnskylt
En vagnskylt är en reklamskylt på en lastbil, vagn eller annat fordon ofta placerat vid sidan av en stor väg.

## I Sverige
För att placera en vagnskylt i Sverige kräver tillstånd från länsstyrelsen, vilket nästan aldrig beviljas. Det är också sällsynt att tillstånd söks. Permanenta reklamskyltar som saknar tillstånd bryter de mot både väglagen och lagen om gaturenhållning och skyltning.
Skyltarna kan vara ett problem ur trafiksäkerhetssynpunkt och kan anses vara förfulande.
Trots att det är länsstyrelsen som ansvarar för tillstånden är det inte de som ansvarar för tillsynen, och eftersom skyltarna ofta står en bit från vägen gör inte heller Trafikverket det. Det är istället bland annat kommunen som ansvarar för tillsynen.

## Galleri

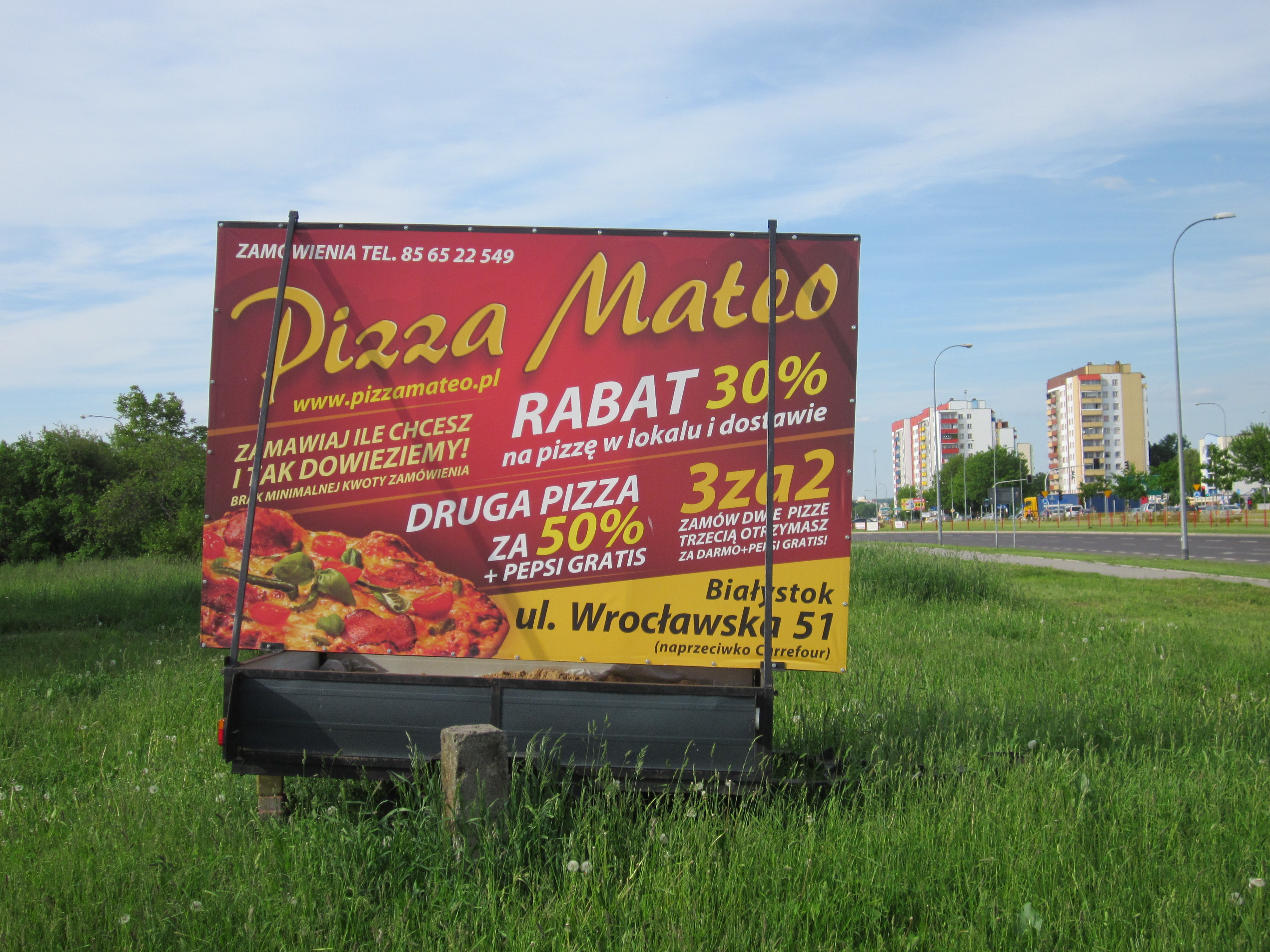
Vagnskylt i Białystok, Polen
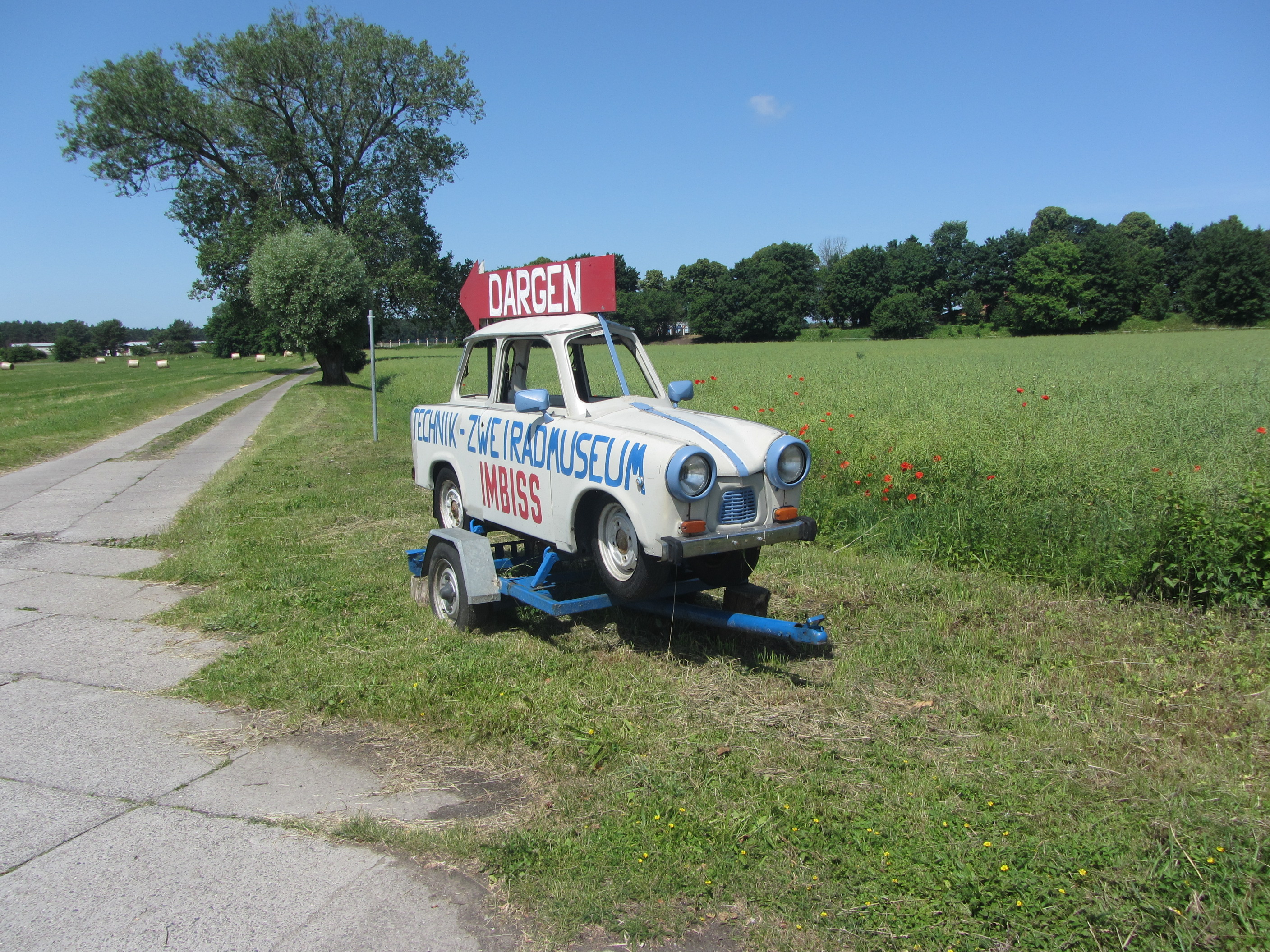
Vagnskylt utanför Dargen, Tyskland